# Гамов (кратер)
Кратер Гамов (лат. Gamow) — великий метеоритний кратер у північній півкулі зворотного боку Місяця. Назва — на честь українського радянського та американського фізика-теоретика, астрофізика та популяризатора науки Георгія Антоновича Гамова (1904—1968), затверджена Міжнародним астрономічним союзом у 1970 р. Утворення кратера належить до донектарського періоду.

## Опис кратера
Найближчими сусідами кратера є величезний кратер Шварцшильд на північному заході; кратер Сірс на півночі; кратер Ск'єллеруп на північному сході; кратер Авогадро на сході; кратер Оберт на південному сході; кратер Штермер на півдні та кратер Олів'є на південному заході . Селенографічні координати центру кратера 65°17′ пн. ш. 144°39′ сх. д. / 65.29° пн. ш. 144.65° сх. д., діаметр 113,9 км, глибина 2,9 км .
За тривалий час свого існування кратер значно зруйнований, вал кратера згладжений і перекритий безліччю імпактів, найбільше зруйновано східну частину валу. Північно-західна частина валу перекрита сателітним кратером Гамов V (див. нижче), північно-східна частина — сателітними кратерами Гамов A та Гамов B. Західна частина внутрішнього схилу прорізана радіальними канавками. Об'єм кратера становить приблизно 18000 км . Дно чаші кратера порівняно рівне, відзначене безліччю кратерів різного розміру.

## Сателітні кратери
| Гамов | Координати                                                  | Діаметр, км |
| ----- | ----------------------------------------------------------- | ----------- |
| A     | 67°08′ пн. ш. 148°15′ сх. д. / 67.13° пн. ш. 148.25° сх. д. | 27,8        |
| B     | 66°17′ пн. ш. 148°52′ сх. д. / 66.29° пн. ш. 148.86° сх. д. | 24,5        |
| U     | 66°23′ пн. ш. 136°36′ сх. д. / 66.39° пн. ш. 136.6° сх. д.  | 32,0        |
| V     | 66°08′ пн. ш. 139°16′ сх. д. / 66.13° пн. ш. 139.26° сх. д. | 45,0        |
| Y     | 67°42′ пн. ш. 143°17′ сх. д. / 67.7° пн. ш. 143.29° сх. д.  | 26,8        |

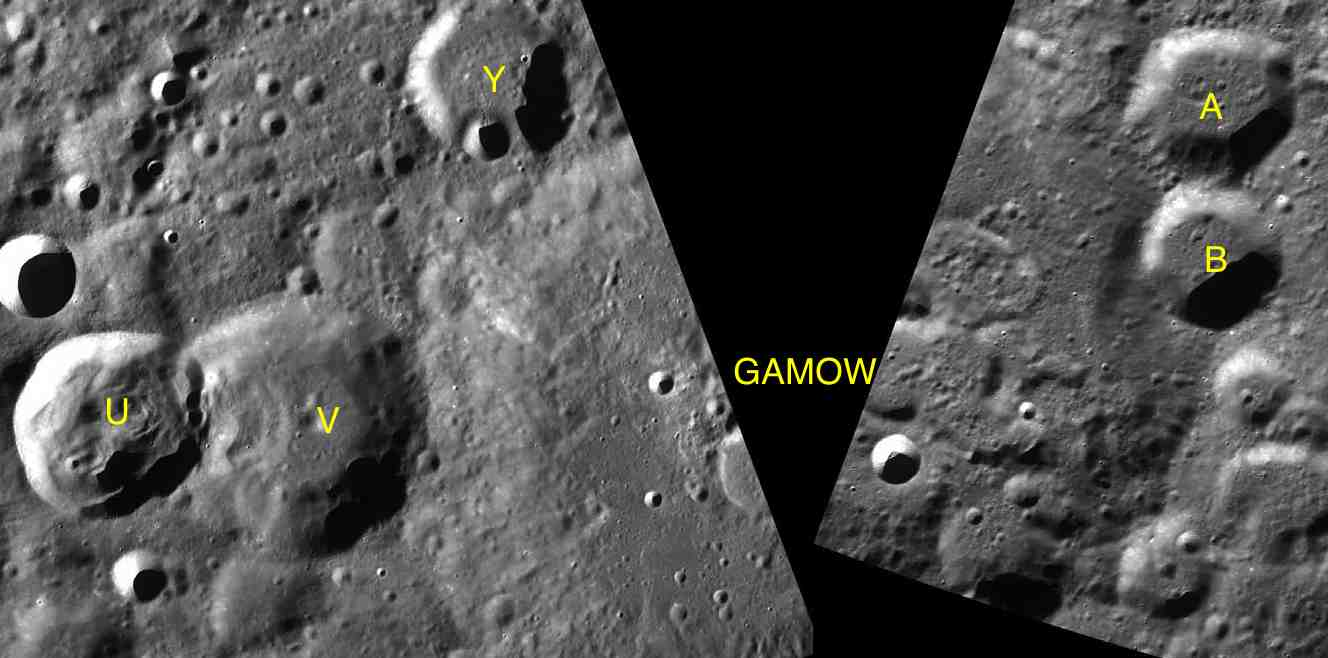
Фрагменти мап LAC-6, LAC-7.

- Утворення сателітного кратера Гамов U належить до пізньоімбрійського періоду[4].
- Утворення сателітного кратера Гамов V належить до нектарського періоду[4].